# Roberto Giorgetti
Roberto Giorgetti (Borgo Maggiore, 4 novembre 1962) è un politico sammarinese, Capitano Reggente della Repubblica di San Marino da ottobre 2006 ad aprile 2007, insieme ad Antonio Carattoni. È membro di Alleanza Popolare dei Democratici Sammarinesi.
Roberto Giorgetti inizia l'attività politica nel movimento giovanile del Partito Democratico Cristiano (PDCS) nel 1981. Nel 1983 viene eletto nell'esecutivo del movimento giovanile (MGDCS) e nel 1984 ne diventa Delegato Centrale (segretario politico), ruolo che conserva fino al 1990. Partecipa attivamente alle organizzazioni giovani dc europei e mondiali (EUYCD e IUYCD), nei quali rilancia la presenza del MGDCS. In questi anni fa parte, come membro di diritto, della Direzione e Gruppo Consiliare del PDCS. Nel 1992 lascia il PDCS dichiarando di non trovare più rispondenza fra l'azione politica del partito ed il patrimonio di valori e ideali contenuti nello statuto del partito stesso.
Entra a far parte di Alleanza Popolare nel 1996. Svolge vari ruoli nell'ambito del movimento (membro del coordinamento, responsabile relazioni pubbliche, responsabile amministrativo) e nel 2001 viene nominato Coordinatore, incarico che viene confermato nel 2003 e che svolge fino al 2006 quando viene eletto in Consiglio Grande e Generale. Nel settembre 2006 viene nominato Capitano Reggente per il semestre 1º ottobre 2006 - 1º aprile 2007. Alle elezioni politiche generali anticipate del 2008 viene confermato membro del Consiglio Grande e Generale e nominato presidente del gruppo consigliare di Alleanza Popolare.